# Liste over Præsidenter i Royal Society
Præsidenterne i Royal Society (PRS) er de valgte direktører for Royal Society i London, som er formand for møderne i Rooal Society's råd.
Efter uformelle møder på Gresham College blev Royal Society officielt grundlagt den 28. november 1660, da en gruppe af akademikere besluttede at grundlægge "en skole for fremme af fysisk-Matematisk Eksperimentel Læring", og erhvervede Royal Charter d. 15. juli 1662. Royal Charter nominerede William Brouncker som præsident, og fastsatte at fremtidige præsidenter skulle vælge af Rådet og Fellos af Royal Society ved jubilæumsmøder hvert år på St. Andrew's Day (30 November).
Detaljerne i formandskabet blev beskrevet i den anden Royal Charter,som ikke fastsatte nogen grænse for, hvor længe en præsident kunne blive i embedet. Der var betydelige udsving i præsidentens embedsperiode indtil langt ind i det 1800-tallet. På det tidspunkt havde stemningen vendt mod valg af velhavende amatører, alene fordi de kan blive mæcener i samfundet, og i 1847 besluttede Royal Society, at Fellows ville blive valgt udelukkende på baggrund af videnskabelig kvalitet. Siden 1870'erne har det været sædvanligt (med få undtagelser) for hver formand at tjene i præcis fem år. Under de nuværende vedtægter, kan en præsident ikke tjene mere end fem år.
Den nuværende præsident er Sir Paul Nurse. Historisk har præsidentens pligter både været formelle og sociale. Under Cruelty to Animals Act 1876 var præsidenten en af kun få personer, der var autoriseret til at certificere, at et bestemt dyreforsøg var berettiget, og derudover har han fungeret som regeringens chefrådgiver (omend uformelt) i videnskabelige spørgsmål. Samtidig blev præsidentens opgave underholdende fornemme udenlandske gæster og videnskabsfolk.
Et skift af præsidenter sker på Royal Society Anniversary Day, ugedagen på eller nærmest 30. november, efter afgangen af President's Anniversary Address.

## Præsidenter af Royal Society
| År        | Præsident | Præsident                              | Profession                                                       |
| --------- | --------- | -------------------------------------- | ---------------------------------------------------------------- |
| 1662–1677 |           | Viscount Brouncker                     | Matematiker                                                      |
| 1677–1680 |           | Sir Joseph Williamson                  | Embedsmand og politiker                                          |
| 1680–1682 |           | Sir Christopher Wren                   | Arkitekt, astronom og fysiker                                    |
| 1682–1683 |           | Sir John Hoskyns, Bt.                  | Advokat                                                          |
| 1683–1684 |           | Cyril Wyche                            | Advokat og politiker                                             |
| 1684–1686 |           | Samuel Pepys                           | Flåde administrator og parlamentsmedlem                          |
| 1686–1689 |           | The Earl of Carbery                    | Politiker                                                        |
| 1689–1690 |           | The Earl of Pembroke                   | Politiker                                                        |
| 1690–1695 |           | Sir Robert Southwell                   | Diplomat                                                         |
| 1695–1698 |           | Charles Montagu                        | Digter og statsmand                                              |
| 1698–1703 |           | The Lord Somers                        | Jurist og statsmand                                              |
| 1703–1727 |           | Sir Isaac Newton                       | Fysiker, matematiker, astronom, naturfilosof, alkymist og teolog |
| 1727–1741 |           | Sir Hans Sloane, Bt.                   | Fysiker og samler                                                |
| 1741–1752 |           | Martin Folkes                          | Antikvar                                                         |
| 1752–1764 |           | The Earl of Macclesfield               | Astronom                                                         |
| 1764–1768 |           | The Earl of Morton                     | Astronom og skotsk repræsentant                                  |
| 1768-1768 |           | James Burrow                           | Juridisk reporter                                                |
| 1768–1772 |           | James West                             | Politiker og antikvar                                            |
| 1772-1772 |           | James Burrow                           | Juridisk reporter                                                |
| 1772–1778 |           | Sir John Pringle                       | Fysiker                                                          |
| 1778–1820 |           | Sir Joseph Banks                       | Naturhistoriker og botaniker                                     |
| 1820-1820 |           | William Hyde Wollaston                 | Kemiker                                                          |
| 1820–1827 |           | Sir Humphry Davy, Bt.                  | Kemiker og opfinder                                              |
| 1827–1830 |           | Davies Gilbert                         | Ingeniør, forfatter og politiker                                 |
| 1830–1838 |           | HRH Hertugen af Sussex                 | Sjette søn af Georg 3. af Storbritannien                         |
| 1838–1848 |           | The Marquess of Northampton            | Adelsmand                                                        |
| 1848–1854 |           | The Earl of Rosse                      | Astronom                                                         |
| 1854–1858 |           | The Lord Wrottesley                    | Astronom                                                         |
| 1858–1861 |           | Sir Benjamin Collins Brodie, Bt.       | Fysiolog og kirurg                                               |
| 1861–1871 |           | Sir Edward Sabine                      | Astronom, geofysiker, ornitolog og opdagelsesrejsende            |
| 1871–1873 |           | Sir George Biddell Airy                | Matematiker og astronom                                          |
| 1873–1878 |           | Sir Joseph Dalton Hooker               | Botaniker og opdagelsesrejsende                                  |
| 1878–1883 |           | William H Spottiswoode                 | Matematiker og fysiker                                           |
| 1883–1885 |           | The Rt. Hon. Thomas Henry Huxley, P.C. | Biolog                                                           |
| 1885–1890 |           | Sir George Stokes                      | Matematiker og fysiker                                           |
| 1890–1895 |           | Sir William Thomson                    | Matematisk fysiker                                               |
| 1895–1900 |           | The Lord Lister                        | Kirurg                                                           |
| 1900–1905 |           | Sir William Huggins                    | Astronom                                                         |
| 1905–1908 |           | The Lord Rayleigh                      | Fysiker                                                          |
| 1908–1913 |           | Sir Archibald Geikie                   | Geolog og forfater                                               |
| 1913–1915 |           | Sir William Crookes                    | Kemiker og fysiker                                               |
| 1915–1920 |           | Sir Joseph John Thomson                | Fysiker                                                          |
| 1920–1925 |           | Sir Charles Scott Sherrington          | Neurofysiolog, histolog, bateriolog og patolog                   |
| 1925–1930 |           | Sir Ernest Rutherford                  | Fysiker og kemiker                                               |
| 1930–1935 |           | Sir Frederick Gowland Hopkins          | Biofysiker                                                       |
| 1935–1940 |           | Sir William Henry Bragg                | Fysiker, kemiker og matematiker                                  |
| 1940–1945 |           | Sir Henry Hallett Dale                 | Farmakolog og fysiolog                                           |
| 1945–1950 |           | Sir Robert Robinson                    | Organisk kemiker                                                 |
| 1950–1955 |           | Edgar Adrian                           | Elektrofysiolog                                                  |
| 1955–1960 |           | Sir Cyril Norman Hinshelwood           | Fysisk kemiker                                                   |
| 1960–1965 |           | Sir Howard Florey                      | Farmakolog og patolog                                            |
| 1965–1970 |           | Patrick Blackett                       | Fysiker                                                          |
| 1970–1975 |           | Sir Alan Lloyd Hodgkin                 | Fysiker og biofysiker                                            |
| 1975–1980 |           | The Lord Todd                          | Biokemiker                                                       |
| 1980–1985 |           | Sir Andrew Huxley                      | Fysiolog og biofysiker                                           |
| 1985–1990 |           | Sir George Porter                      | Kemiker                                                          |
| 1990–1995 |           | Sir Michael Atiyah                     | Matematiker                                                      |
| 1995–2000 |           | Sir Aaron Klug                         | Kemiker og biofysiker                                            |
| 2000–2005 |           | Sir Robert May                         | Chief Scientific Adviser to the UK Government                    |
| 2005–2010 |           | The Lord Rees of Ludlow                | Kosmolog og astrofysiker                                         |
| 2010–2015 |           | Sir Paul Nurse                         | Genetiker og cellebiolog                                         |
| 2015–2020 |           | Sir Venkatraman Ramakrishnan           | Biofysiker                                                       |
| 2020-nu   |           | Sir Adrian Smith                       | Statistiker                                                      |